# Dart-Gletscher
Der Dart-Gletscher ist ein Gletscher in den Neuseeländischen Alpen auf der Südinsel von Neuseeland. Er beginnt im Talkessel des 2620 m hohen Mount Edward, des 2535 m hohen Mount Maori und des 2191 m hohen Plunket Dome an der Grenze zur Region West Coast. Von dort zieht er von kleinen Hanggletschern gespeist nach Süden, bis er an seiner Zunge über den Dart River/Te Awa Whakatipu entwässert. Dieser führt das Wasser über den Clutha River/Mata-Au letztlich zur Südostküste der Insel am Südpazifik.
Der Gletscher sowie der obere Flusslauf sind Teil des Mount-Aspiring-Nationalparks. Vom benachbarten Tal des Matukituki River aus führt die Cascade Saddle Route am Gletscher vorbei hin zum Rees-Dart Track.